# Leichtathletik-Weltmeisterschaften 2019/Stabhochsprung der Männer

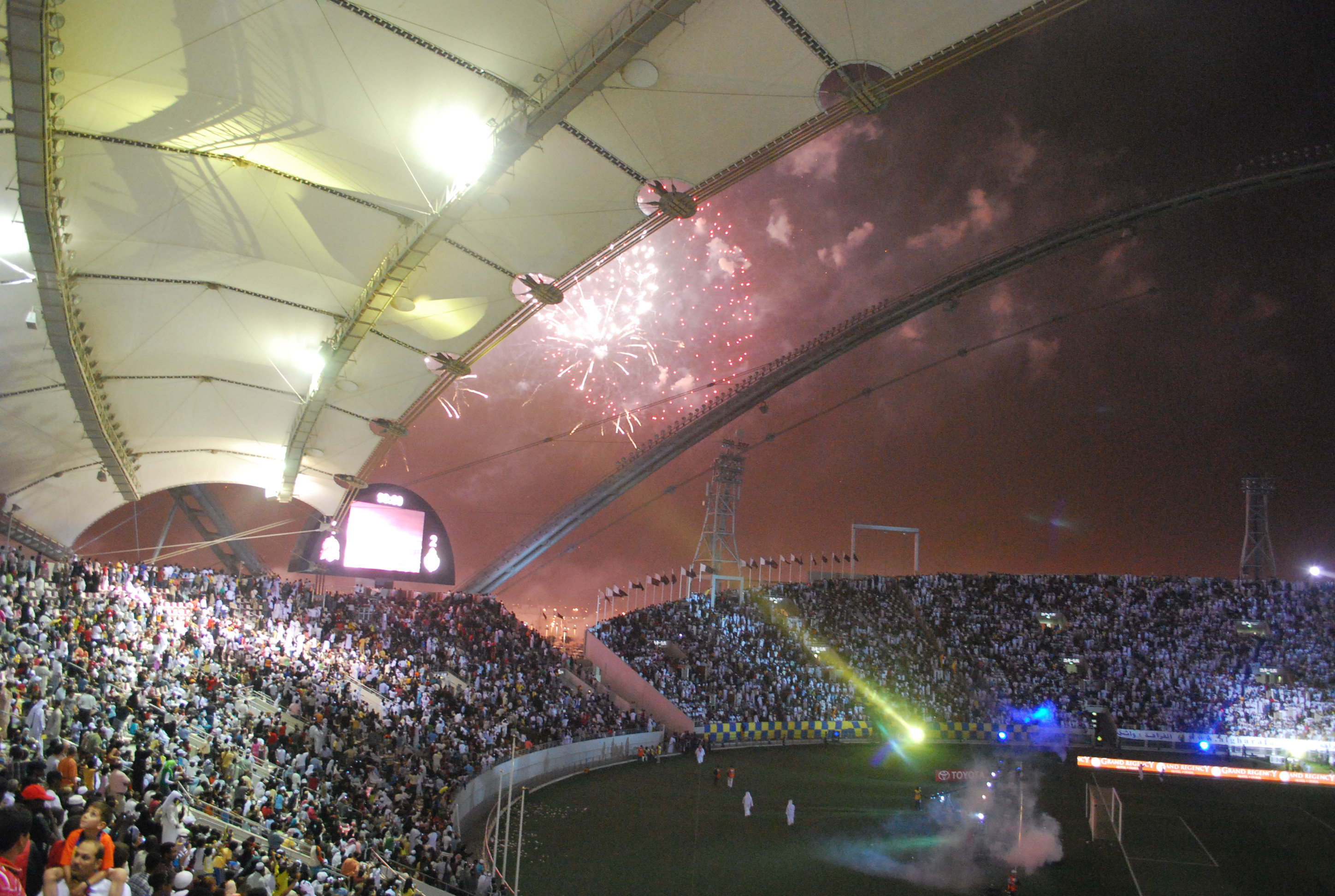
Das Khalifa International Stadium während des Emir Cups im Jahr 2009

Der Stabhochsprung der Männer bei den Leichtathletik-Weltmeisterschaften 2019 fand am 28. September und 1. Oktober 2019 im Khalifa International Stadium der katarischen Hauptstadt Doha statt.
Dreißig Athleten aus fünfzehn Ländern nahmen an dem Wettbewerb teil.
Die Goldmedaille gewann der US-amerikanische Titelverteidiger und Olympiazweite von 2016 Sam Kendricks mit 5,97 m. Silber ging mit ebenfalls 5,97 m an den amtierenden Europameister Armand Duplantis aus Schweden. Wie schon bei den Weltmeisterschaften 2015 sicherte sich der polnische Vizeweltmeister von 2017 Piotr Lisek mit 5,87 m die Bronzemedaille.

## Rekorde
Vor dem Wettbewerb galten folgende Rekorde:
| Weltrekord               | Renaud Lavillenie | 6,16 m | Donezk, Ukraine        | 15. Februar 2014 |
| Weltmeisterschaftsrekord | Dmitri Markov     | 6,05 m | WM in Edmonton, Kanada | 9. August 2001   |

Der bestehende WM-Rekord wurde bei diesen Weltmeisterschaften nicht eingestellt und nicht verbessert.

## Legende
Kurze Übersicht zur Bedeutung der Symbolik – so üblicherweise auch in sonstigen Veröffentlichungen verwendet:
| – | verzichtet                            |
| o | übersprungen                          |
| x | ungültig                              |
| r | Wettkampf nicht fortgesetzt (retired) |

## Qualifikation
28. September 2019, 17:30 Uhr Ortszeit (17:30 Uhr MESZ)
Dreißig Teilnehmer traten in zwei Gruppen zur Qualifikationsrunde an. Die Qualifikationshöhe für den direkten Finaleinzug betrug 5,75 m. Acht Athleten übertrafen diese Marke (hellblau unterlegt). Das Finalfeld wurde mit den vier nächstplatzierten Sportlern auf zwölf Springer aufgefüllt (hellgrün unterlegt). So mussten schließlich mit dem ersten Sprung erzielte 5,70 m für die Finalteilnahme erbracht werden.

### Gruppe A
| Platz | Athlet                 | Land                | 5,30 | 5,45 | 5,60 | 5,70 | 5,75 | Höhe (m) |
| ----- | ---------------------- | ------------------- | ---- | ---- | ---- | ---- | ---- | -------- |
| 1     | Sam Kendricks          | Vereinigte Staaten  | o    | o    | o    | o    | o    | 5,75     |
| 2     | Thiago Braz            | Brasilien           | –    | o    | o    | o    | xo   | 5,75     |
| 3     | Claudio Stecchi        | Italien             | –    | –    | o    | xo   | xo   | 5,75     |
| 4     | Huang Bokai            | Volksrepublik China | –    | o    | xxo  | xo   | xo   | 5,75 PB  |
| 5     | Valentin Lavillenie    | Frankreich          | –    | o    | o    | o    | xxx  | 5,70     |
| 6     | Ben Broeders           | Belgien             | –    | xo   | xo   | o    | xxx  | 5,70     |
| 7     | Pawel Wojciechowski    | Polen               | –    | o    | o    | xxo  | xxx  | 5,70     |
| 8     | Emmanouil Karalis      | Griechenland        | –    | o    | o    | xxx  |      | 5,60     |
| 9     | Ding Bangchao          | Volksrepublik China | xo   | xo   | xxo  | xxx  |      | 5,60     |
| 10    | Zachery Bradford       | Vereinigte Staaten  | xxo  | xo   | xxo  | xxx  |      | 5,60     |
| 11    | Torben Blech           | Deutschland         | o    | o    | xx–  | r    |      | 5,45     |
| 12    | Jin Min-sub            | Südkorea            | –    | xo   | –    | xxx  |      | 5,45     |
| 13    | Daichi Sawano          | Japan               | –    | xxo  | xxx  |      |      | 5,45     |
| 14    | Masaki Ejima           | Japan               | xo   | xxo  | xxx  |      |      | 5,45     |
| DNS   | Melker Svärd Jacobsson | Schweden            |      |      |      |      |      |          |
| DNS   | Menno Vloon            | Niederlande         |      |      |      |      |      |          |

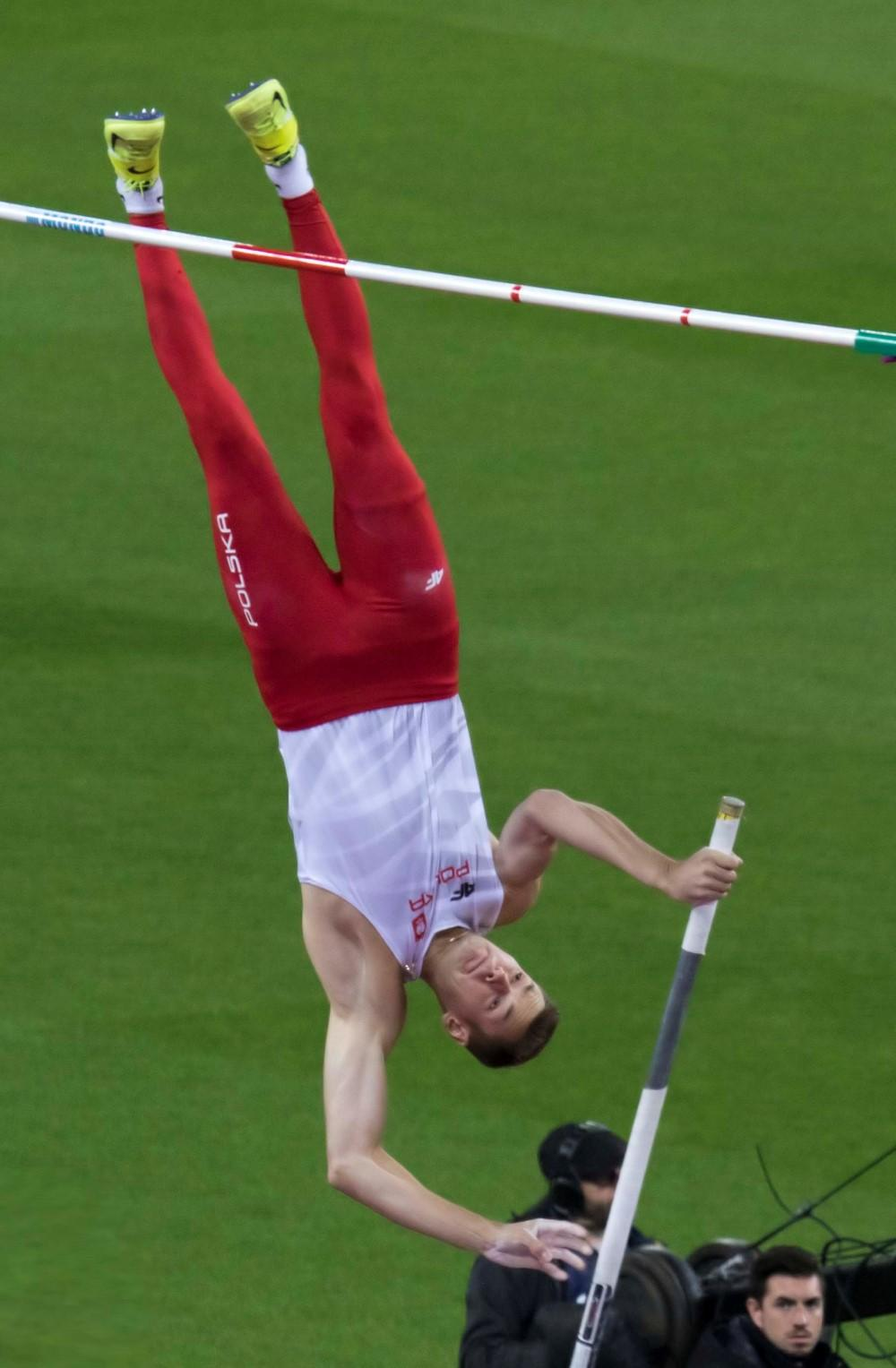
Pawel Wojciechowski – ausgeschieden als Siebter mit 5,70 m

Weitere in Qualifikationsgruppe A ausgeschiedene Stabhochspringer:

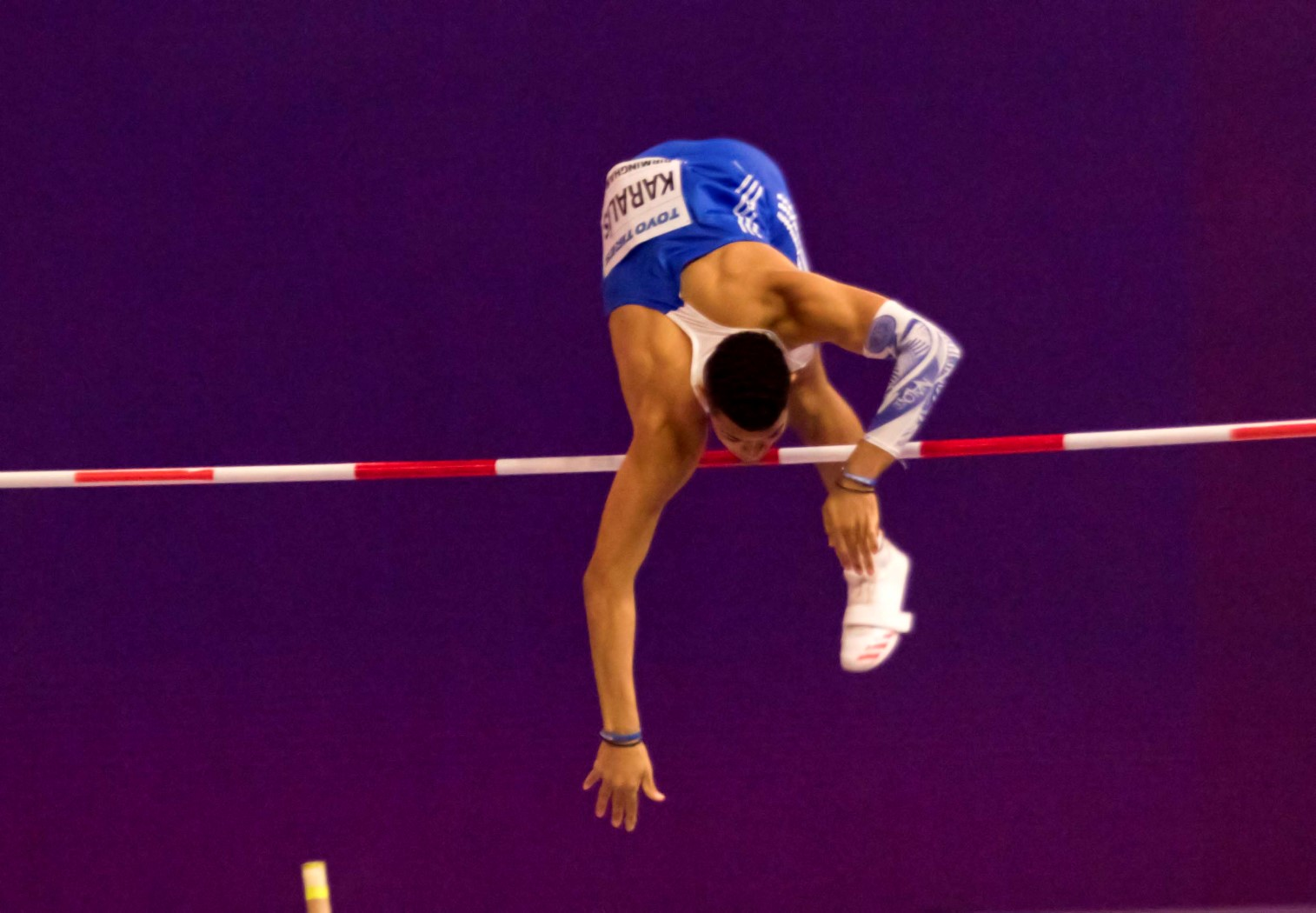
Emmanouil Karalis Rang acht mit 5,60 m
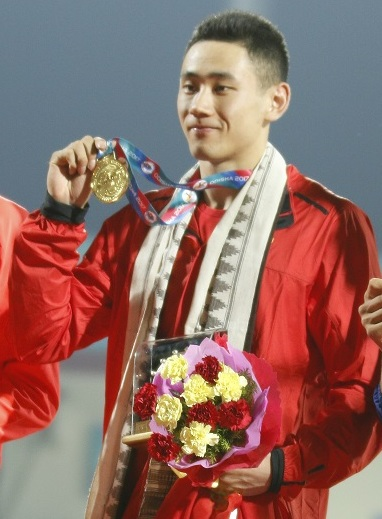
Ding Bangchao Rang neun mit 5,60 m
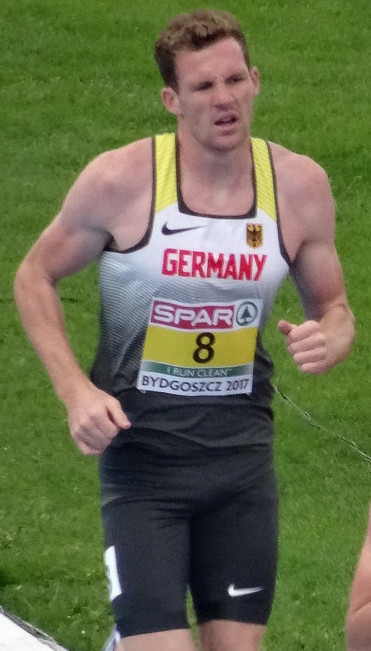
Torben Blech Rang elf mit 5,45 m
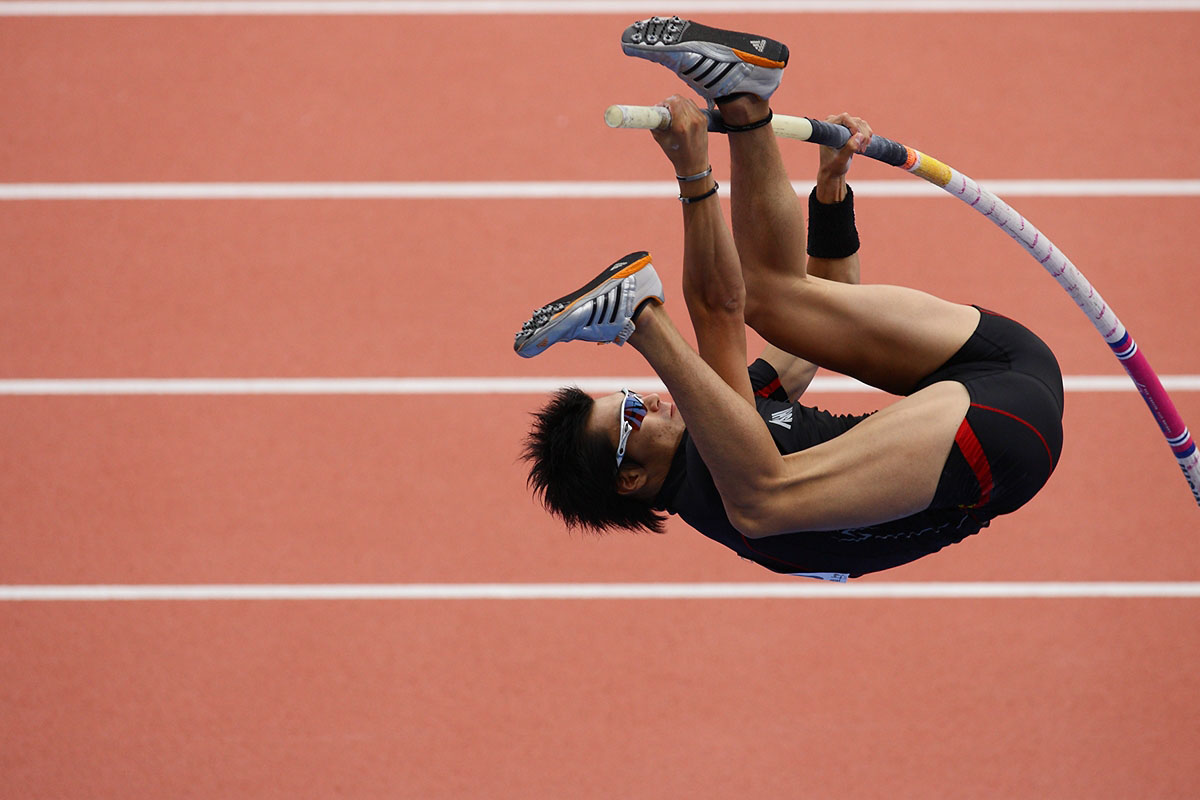
Daichi Sawano Rang dreizehn mit 5,45 m
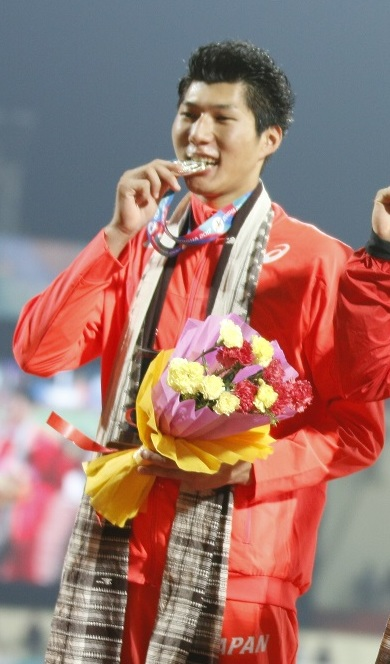
Masaki Ejima Rang vierzehn mit 5,45 m

### Gruppe B
| Platz | Athlet                  | Land                   | 5,30 | 5,45 | 5,60 | 5,70 | 5,75 | Höhe (m) |
| ----- | ----------------------- | ---------------------- | ---- | ---- | ---- | ---- | ---- | -------- |
| 1     | Piotr Lisek             | Polen                  | –    | o    | o    | o    | o    | 5,75     |
| 2     | Cole Walsh              | Vereinigte Staaten     | –    | xo   | xo   | xxo  | o    | 5,75     |
| 3     | Armand Duplantis        | Schweden               | –    | –    | o    | o    | xxo  | 5,75     |
| 4     | Raphael Holzdeppe       | Deutschland            | –    | o    | xo   | xxo  | xxo  | 5,75     |
| 5     | Augusto Dutra           | Brasilien              | –    | o    | xo   | o    | xxx  | 5,70     |
| 6     | Bo Kanda Lita Baehre    | Deutschland            | –    | o    | xxo  | o    | xxx  | 5,70     |
| 7     | Konstandinos Filippidis | Griechenland           | o    | o    | o    | xxo  | xxx  | 5,70     |
| 8     | Renaud Lavillenie       | Frankreich             | –    | –    | o    | xxx  |      | 5,60     |
| 8     | KC Lightfoot            | Vereinigte Staaten     | o    | o    | o    | xxx  |      | 5,60     |
| 8     | Ernest Obiena           | Philippinen            | –    | o    | o    | xxx  |      | 5,60     |
| 11    | Robert Sobera           | Polen                  | o    | xxo  | o    | xxx  |      | 5,60     |
| 12    | Seito Yamamoto          | Japan                  | o    | xo   | xo   | xxx  |      | 5,60     |
| 13    | Rutger Koppelaar        | Niederlande            | o    | o    | xxx  |      |      | 5,45     |
| 14    | Alioune Sene            | Frankreich             | xxo  | xo   | xxx  |      |      | 5,45     |
| 15    | Sondre Guttormsen       | Norwegen               | xo   | xxx  |      |      |      | 5,30     |
| NM    | Yao Jie                 | Volksrepublik China    | xxx  |      |      |      |      | ogV      |
| DNS   | Harry Coppell           | Vereinigtes Königreich |      |      |      |      |      |          |

In Qualifikationsgruppe B ausgeschiedene Stabhochspringer:

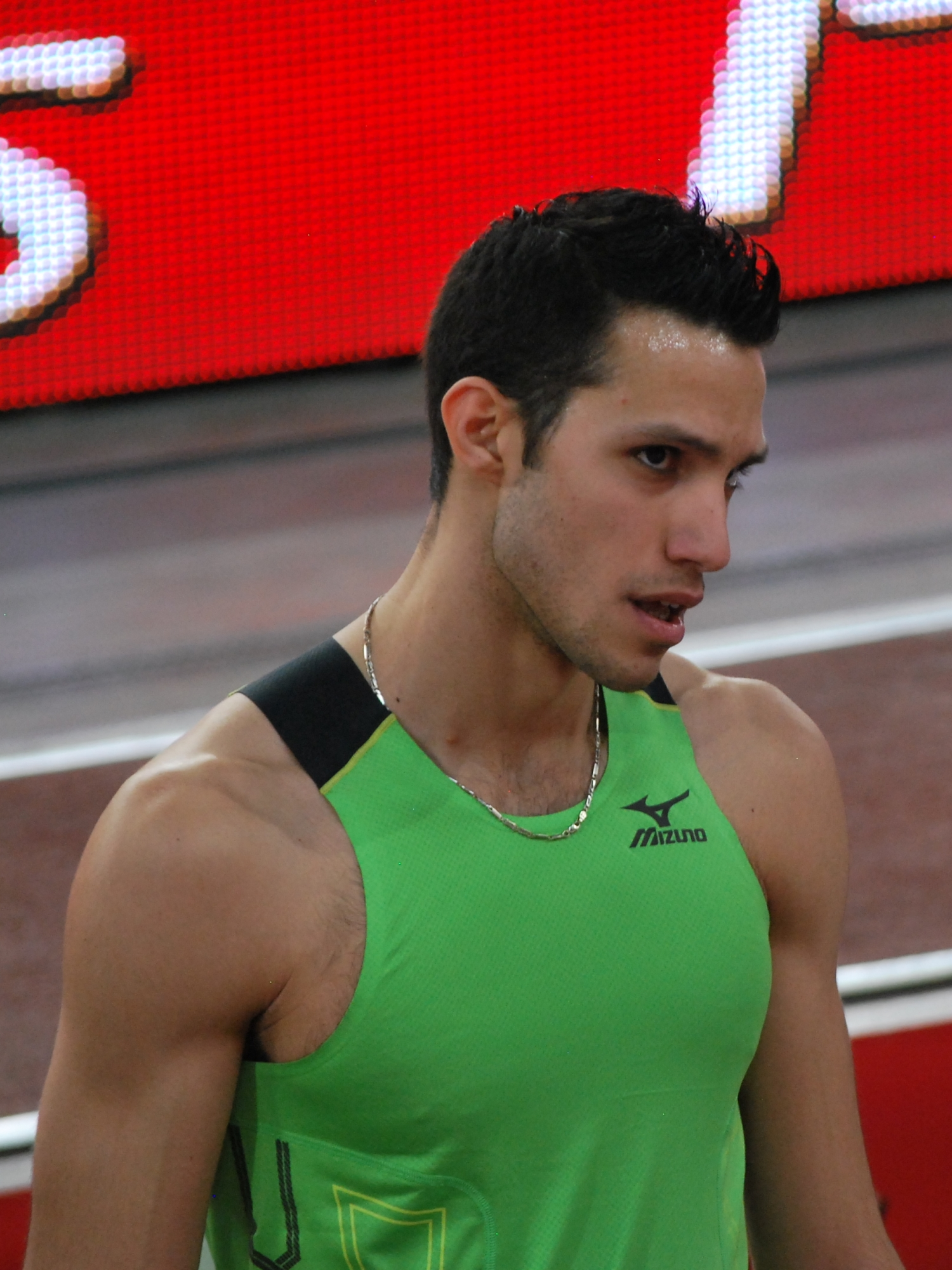
Konstandinos Filippidis Rang sieben mit 5,70 m
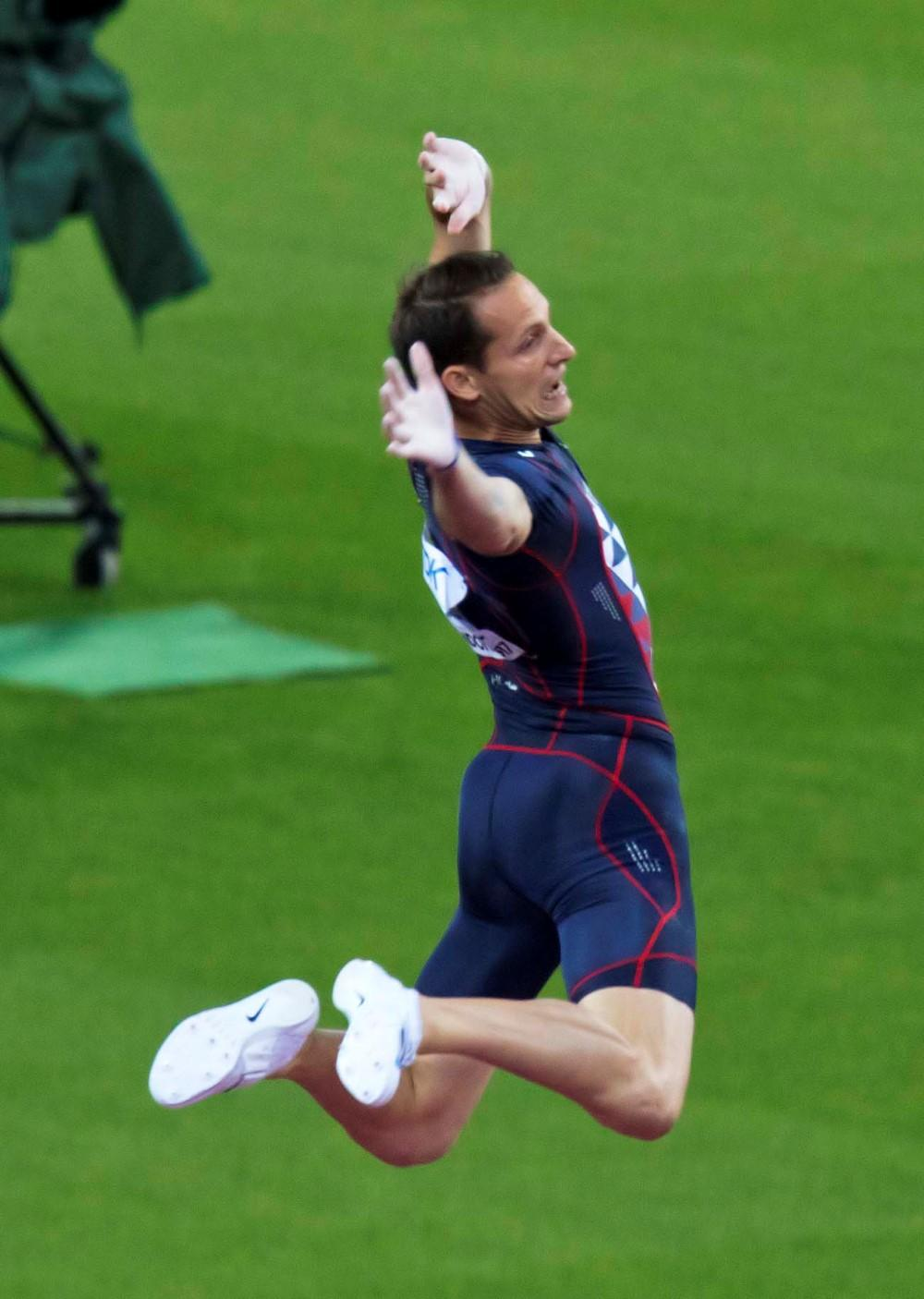
Renaud Lavillenie geteilter Rang acht mit 5,60 m
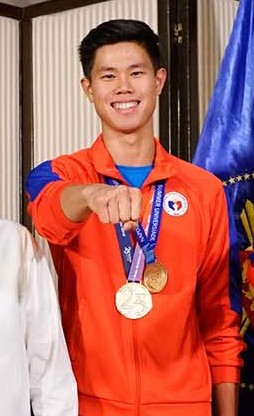
Ernest Obiena geteilter Rang acht mit 5,60 m
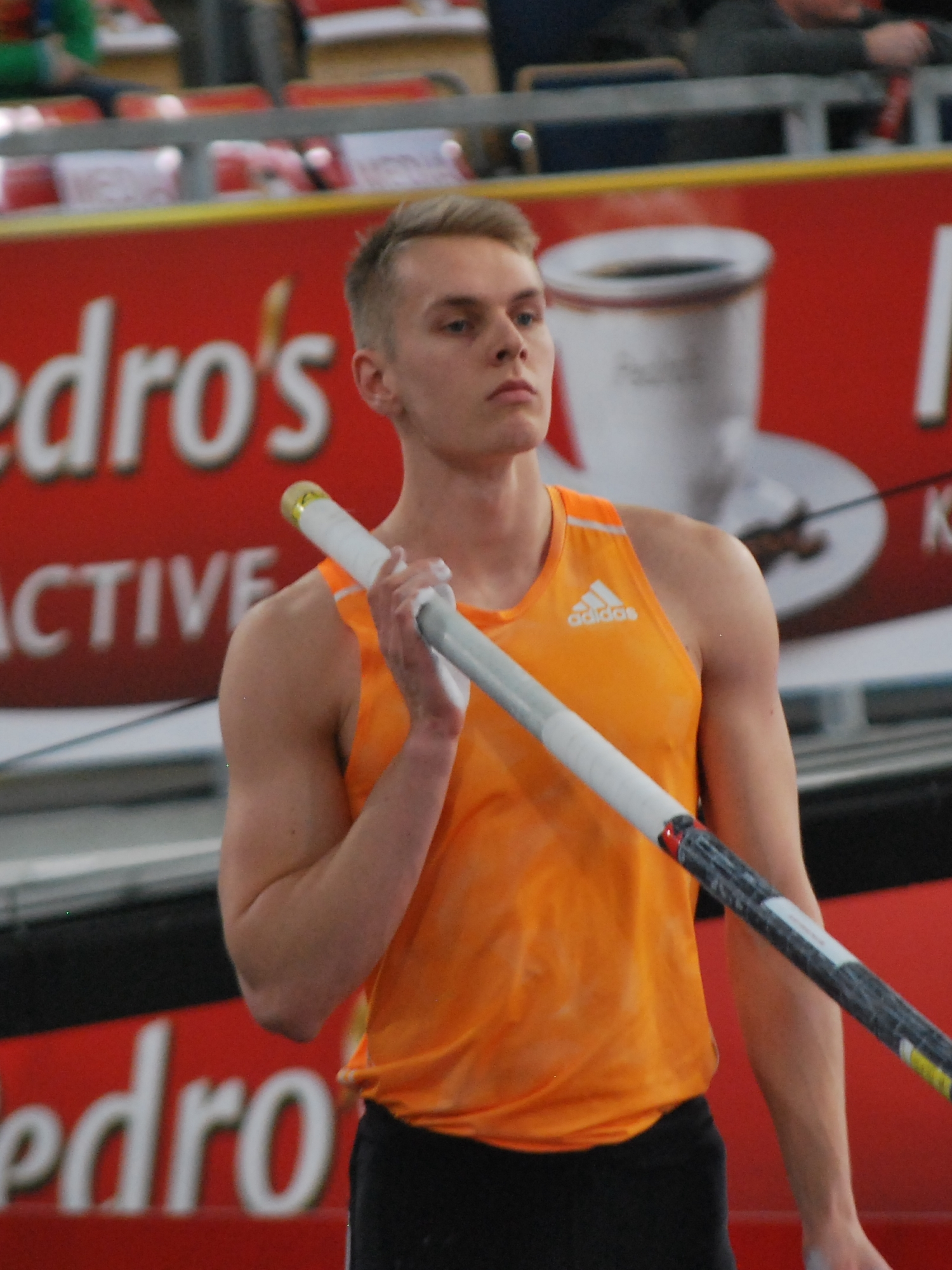
Robert Sobera Rang elf mit 5,60 m
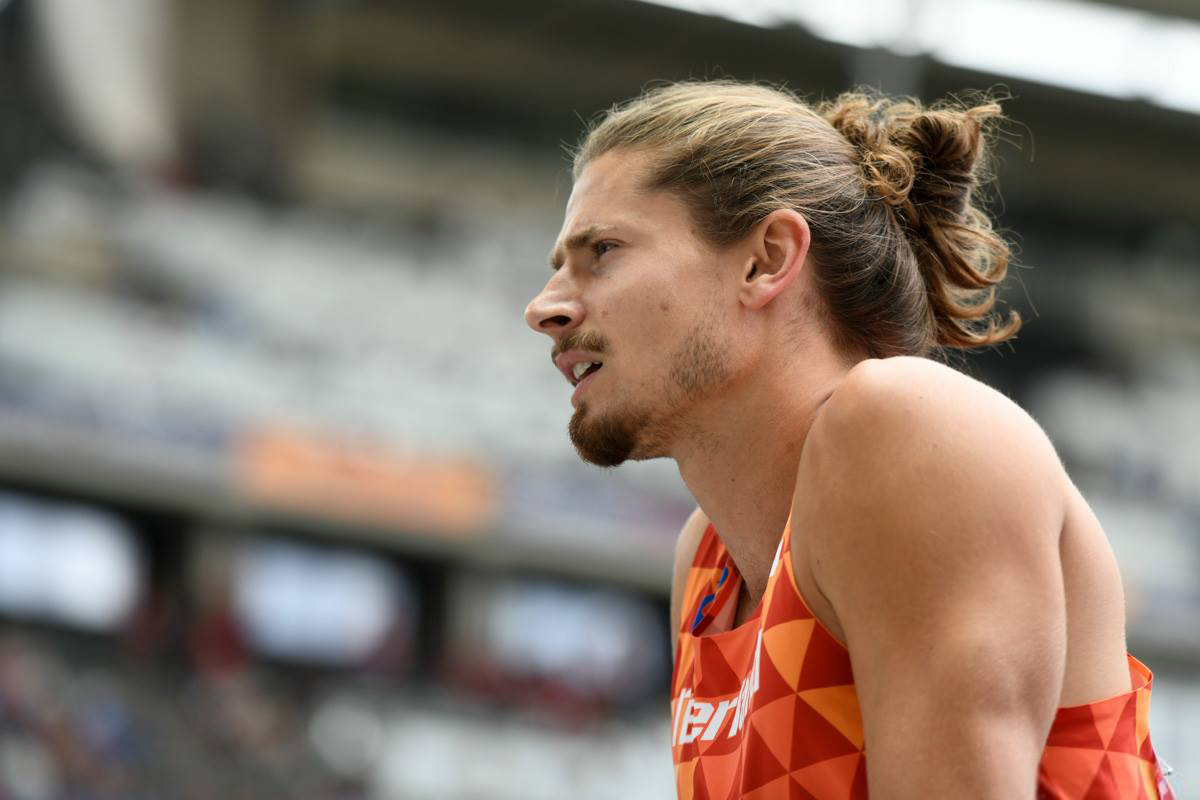
Rutger Koppelaar Rang dreizehn mit 5,45 m
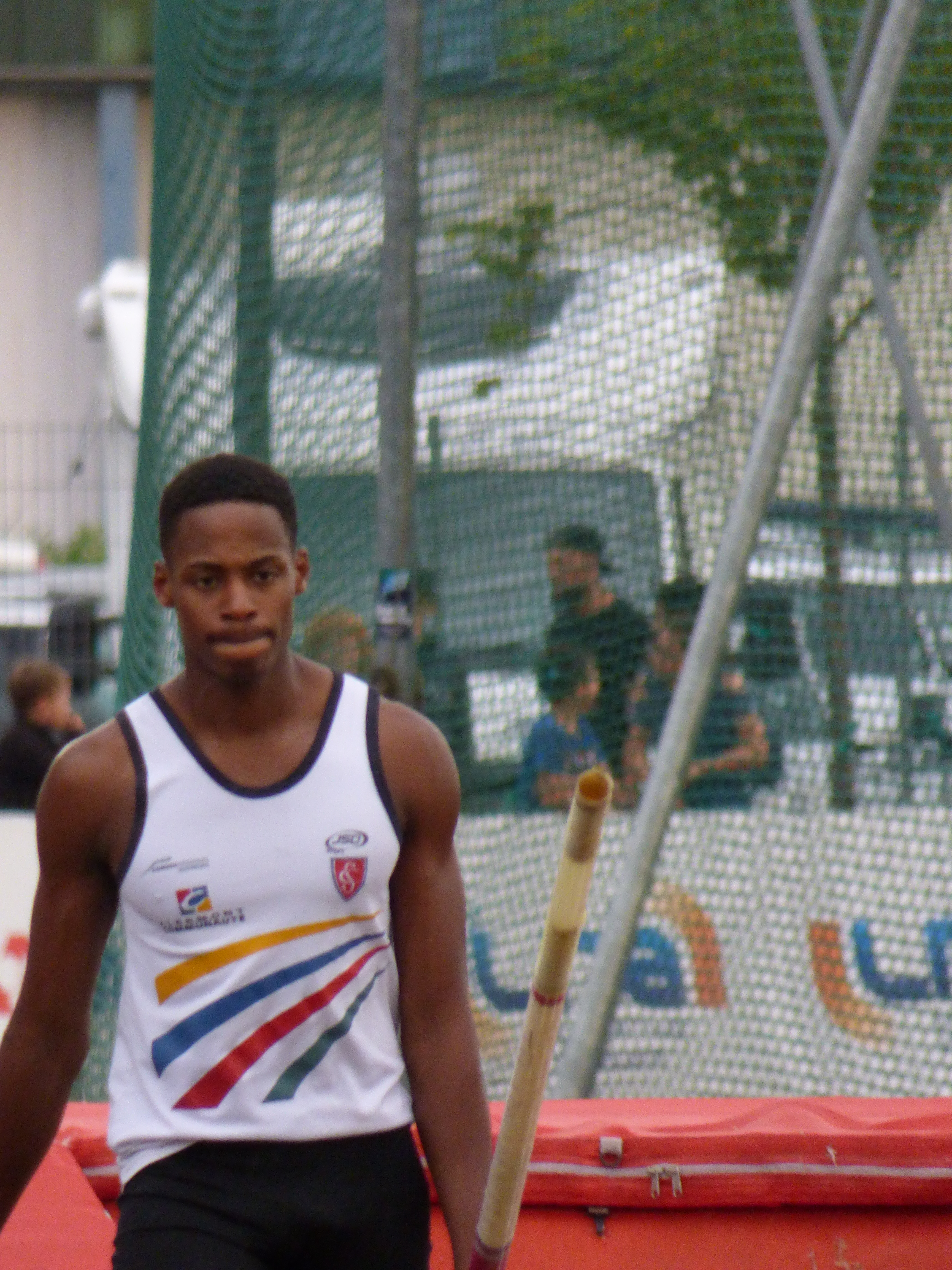
Alioune Sene Rang vierzehn mit 5,45 m
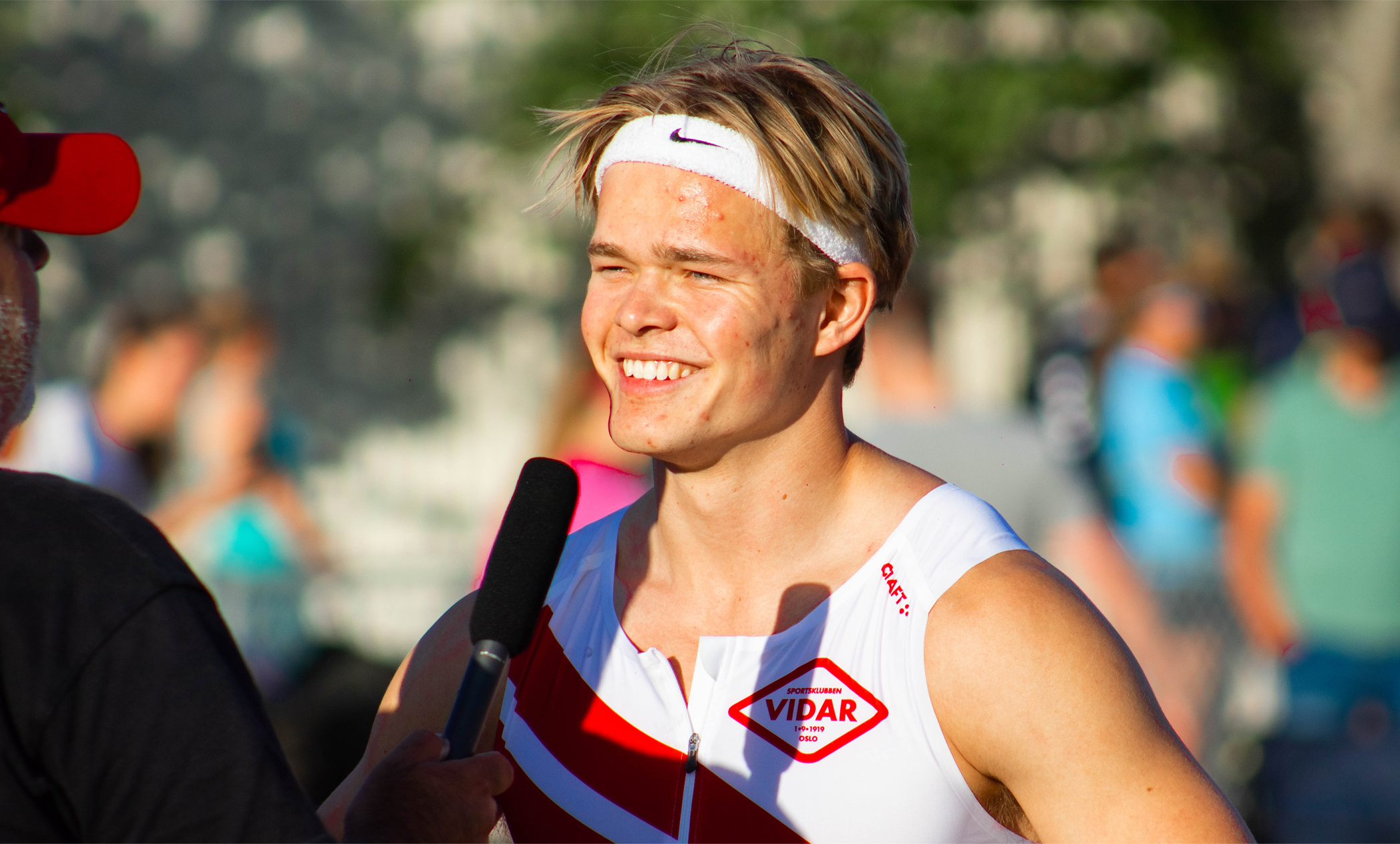
Sondre Guttormsen Rang fünfzehn mit 5,30 m
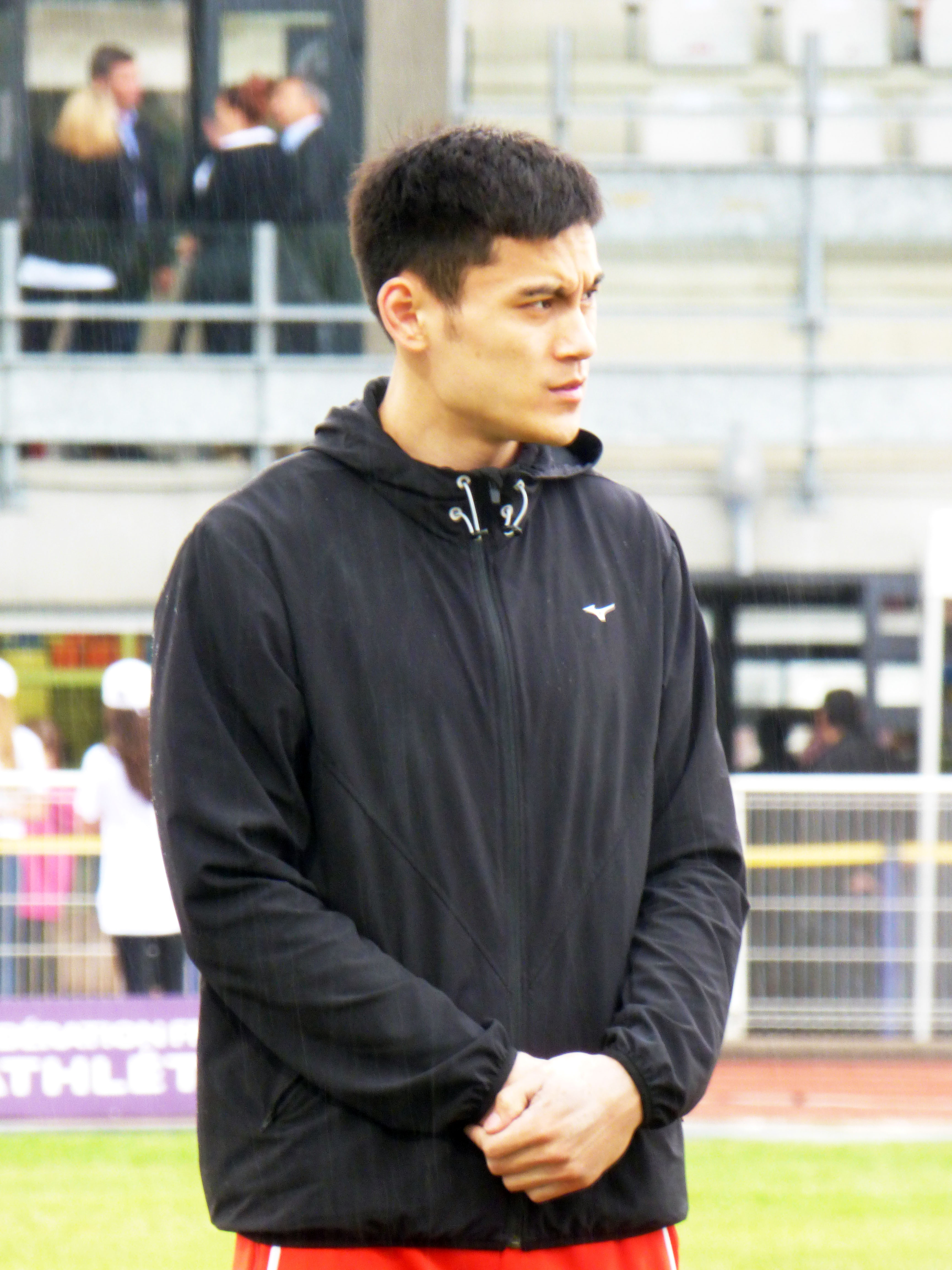
Yao Jie ohne gültigen Versuch

## Finale
1. Oktober 2019, 20:05 Uhr Ortszeit (19:05 Uhr MESZ)
| Platz | Athlet               | Land                | 5,55 | 5,70 | 5,80 | 5,87 | 5,92 | 5,97 | 6,02 | Höhe (m) |
| ----- | -------------------- | ------------------- | ---- | ---- | ---- | ---- | ---- | ---- | ---- | -------- |
|       | Sam Kendricks        | Vereinigte Staaten  | o    | o    | o    | xxo  | o    | xxo  | xx–  | 5,97     |
|       | Armand Duplantis     | Schweden            | –    | o    | o    | xo   | xxo  | xxo  | xxx  | 5,97     |
|       | Piotr Lisek          | Polen               | o    | o    | o    | xo   | x–   | xx   |      | 5,87     |
| 4     | Bo Kanda Lita Baehre | Deutschland         | o    | o    | xxx  |      |      |      |      | 5,70     |
| 5     | Thiago Braz          | Brasilien           | xo   | o    | xxx  |      |      |      |      | 5,70     |
| 6     | Raphael Holzdeppe    | Deutschland         | o    | xo   | xxx  |      |      |      |      | 5,70     |
| 6     | Valentin Lavillenie  | Frankreich          | o    | xo   | xxx  |      |      |      |      | 5,70     |
| 8     | Claudio Stecchi      | Italien             | o    | xxo  | xxx  |      |      |      |      | 5,70     |
| 9     | Huang Bokai          | Volksrepublik China | o    | xxx  |      |      |      |      |      | 5,55     |
| 10    | Augusto Dutra        | Brasilien           | xo   | xxx  |      |      |      |      |      | 5,55     |
| 10    | Cole Walsh           | Vereinigte Staaten  | xo   | xxx  |      |      |      |      |      | 5,55     |
| 12    | Ben Broeders         | Belgien             | xxo  | xxx  |      |      |      |      |      | 5,55     |

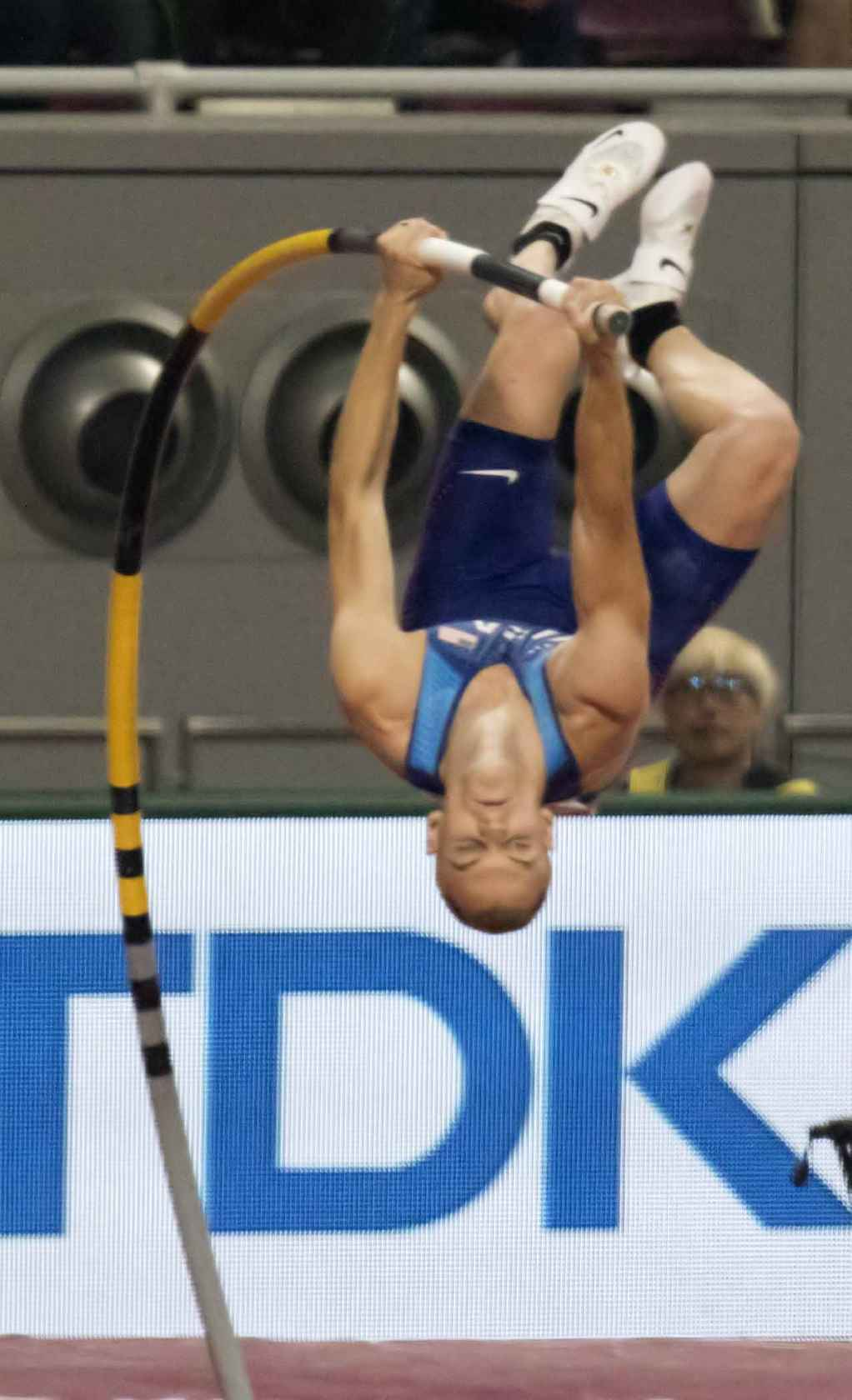
Weltmeister Sam Kendricks
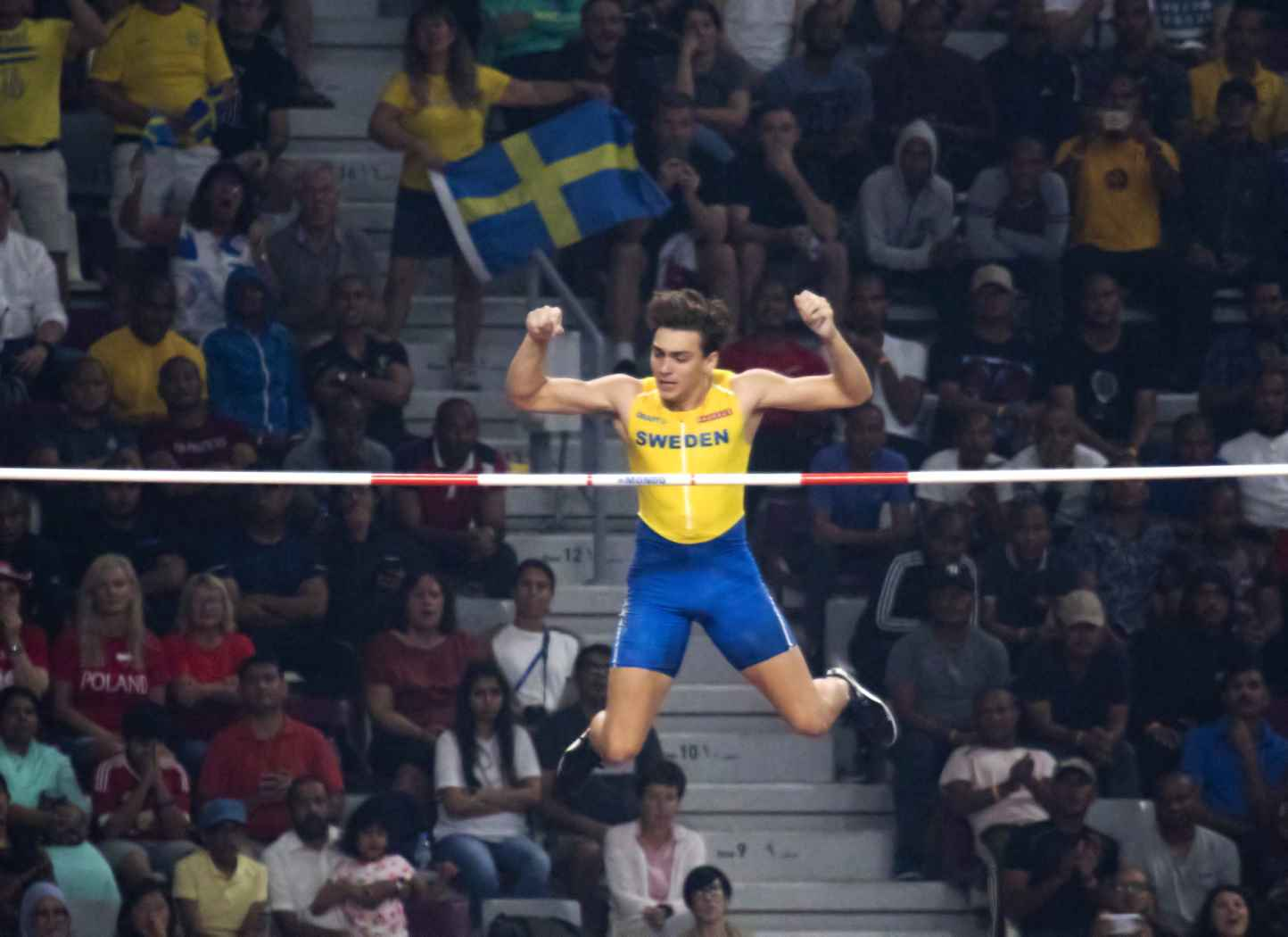
Vizeweltmeister Armand Duplantis
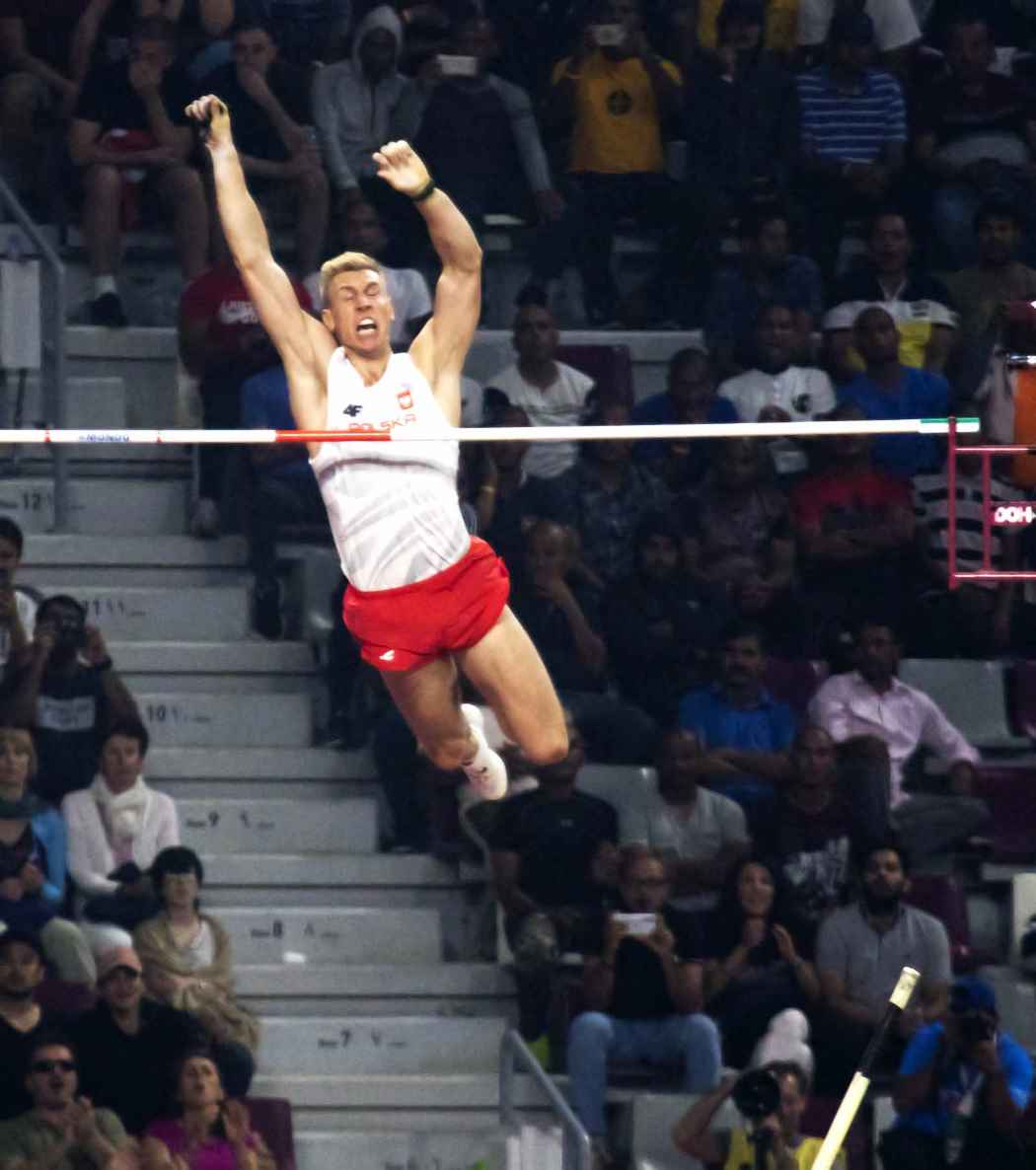
Bronzemedaillengewinner Piotr Lisek
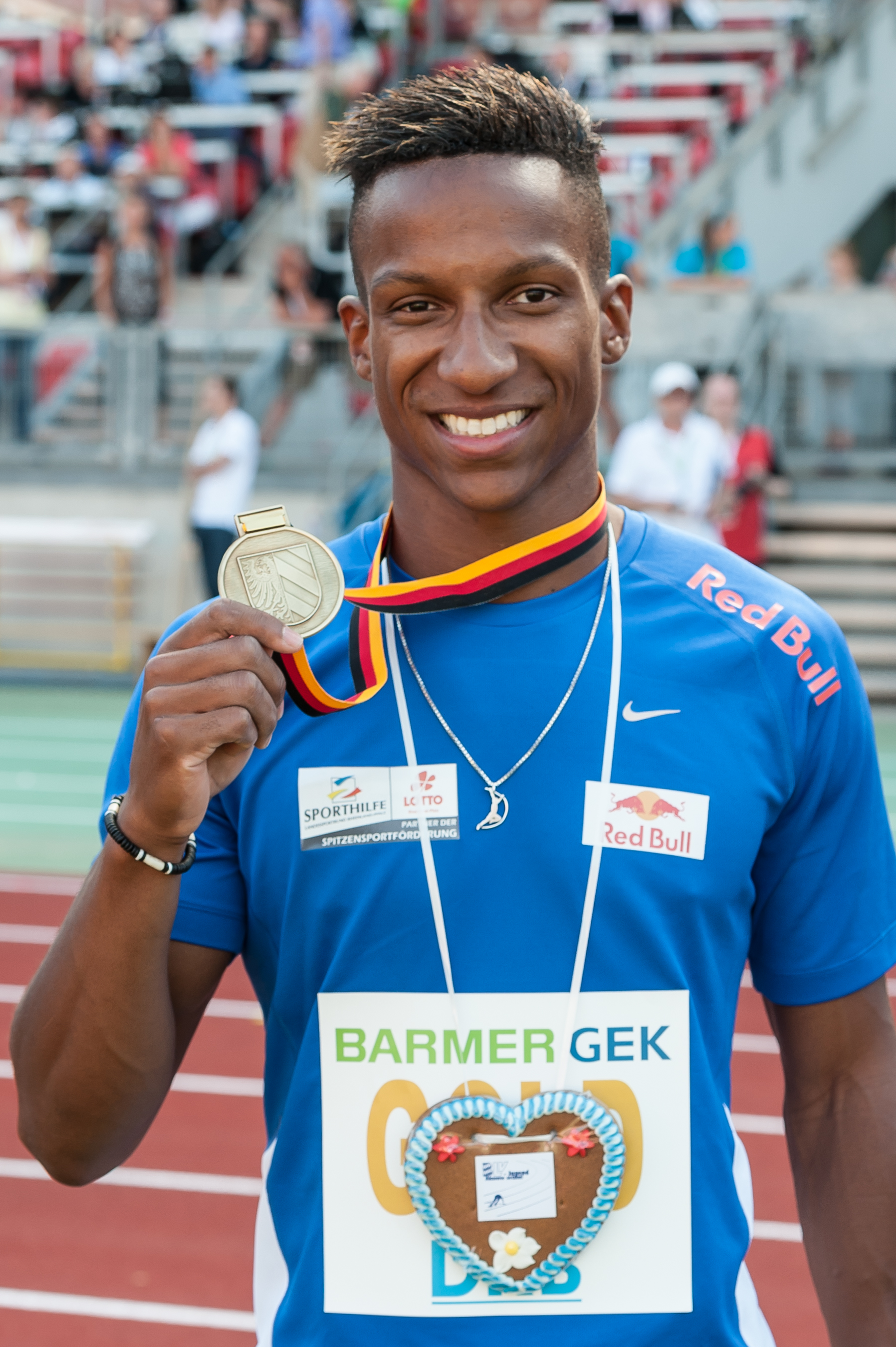
Raphael Holzdeppe erreichte den geteilten Platz sechs
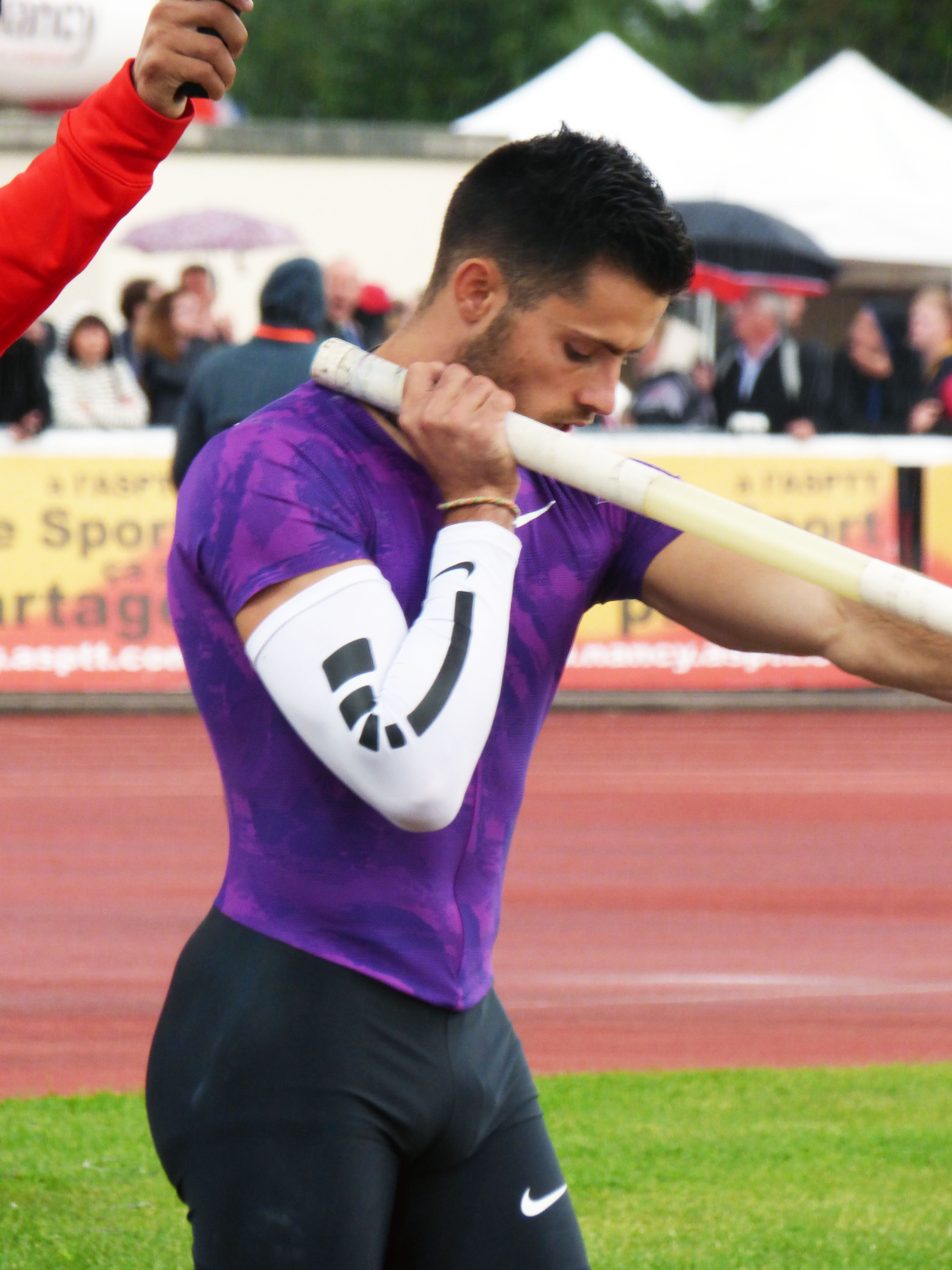
Valentin Lavillenie belegte den geteilten Rang sechs
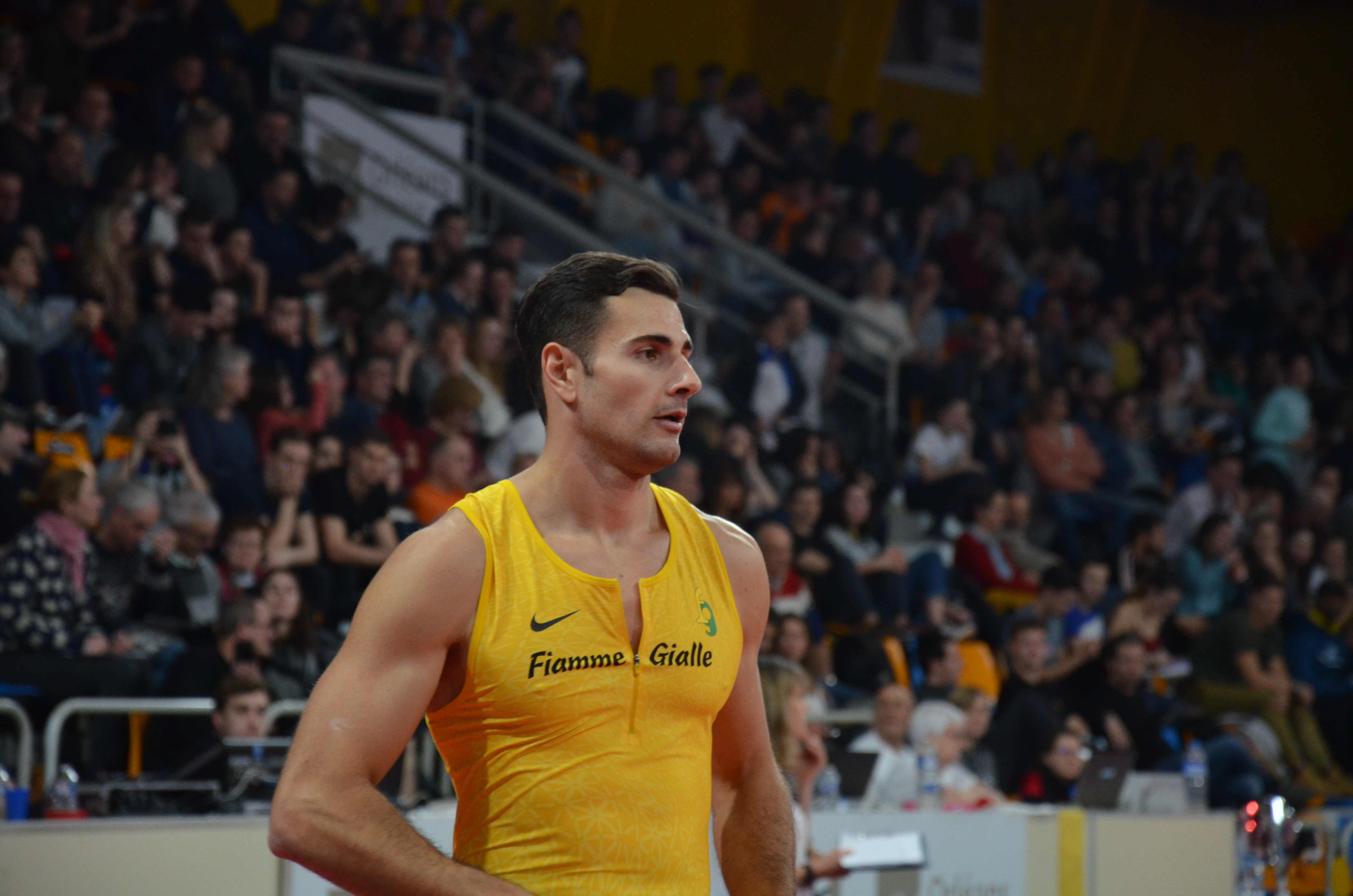
Rang acht für Claudio Stecchi
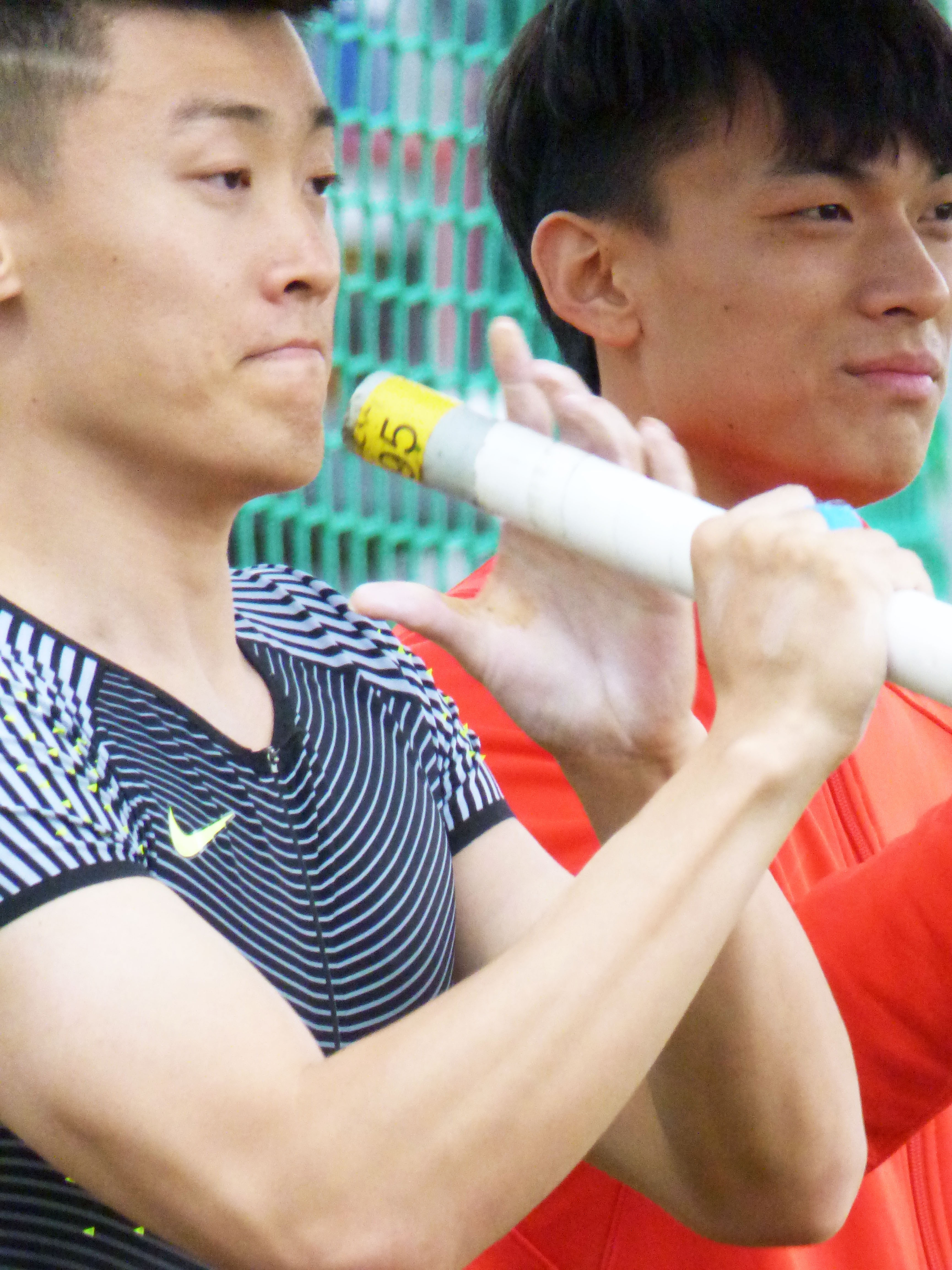
Huang Bokai (links) kam auf den ten Platz
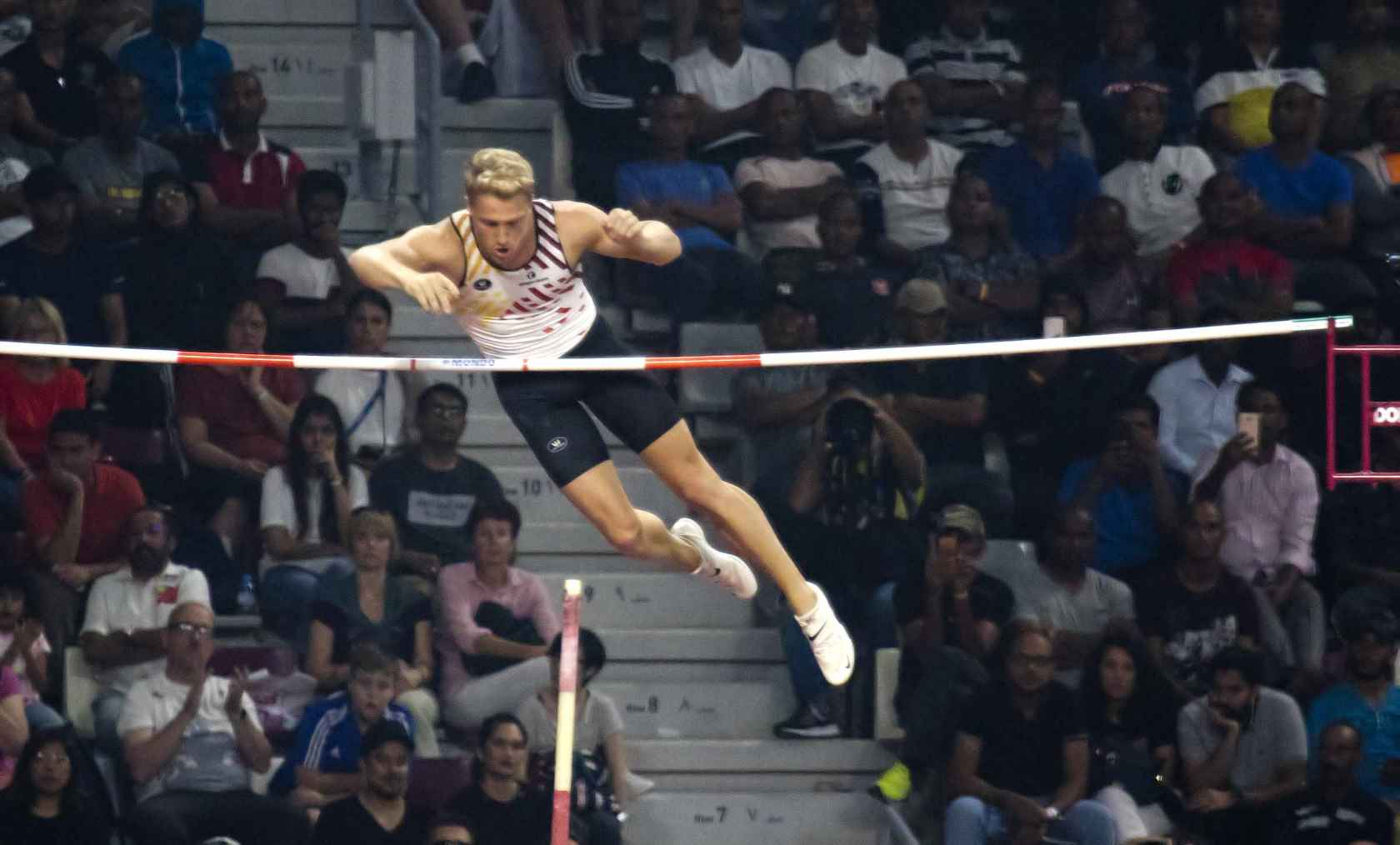
Der zwölftplatzierte Ben Broeders

## Video
- Men's Pole Vault Final | World Athletics Championships Doha 2019, youtube.com, abgerufen am 17. März 2021